# Reoviridae
A Reoviridae a vírusok egy családja; a reovírusok többnyire emésztőrendszeri (mint a rotavírusok) vagy légzőszervi fertőzéseket okoznak. Genomjuk több szegmensre osztott kettős szálú RNS-ből áll. A család neve a "légzőszervi, emésztőrendszeri árva vírusok" angol rövidítéséből (respiratory enteric orphan viruses) származik, melyben az árva arra utal, hogy a csoportba több olyan vírus is tartozott, melyet nem kapcsoltak össze ismert megbetegedésekkel.
A reovírusok embereket is megfertőznek, de a tünetek többnyire enyhék és a betegek sokszor nem is fordulnak orvoshoz. A legveszélyesebbek a rotavírusok, melyek gyerekekben komoly emésztőszervi panaszokat és hasmenést okozhatnak, amely a fejlődő országokban csecsemőhalálozáshoz is vezethet. A család egyes tagjai, mint a Phytoreovirus és a Oryzavirus, növénypatogének.

## Virológiája
A reovírusok 70-85 nm átmérőjűek, lipidburokkal nem rendelkeznek, egy kétrétegű, ikozaéder formájú fehérjekapszid védelmezi a genomot. A genom fajtól függően 10-12 kettős szálú RNS-szegmensből áll, melyeket méret szerint kategorizálnak L (large, nagy), M (medium, közepes) és S (small, kicsi) csoportokba. A szegmensek hossza 1-3,9 ezer bázispár között változik és 1-3 fehérjét kódolnak (a fehérjék jelzése a szegmenst követi, csak latin betű helyett göröggel, vagyis az L-szegmensek λ, az M μ, az S pedig σ proteint kódol).
A vírusok sejtfelszíni receptorai nem igazán ismertek, de nagy részük sziálsavat tartalmaz vagy felszíni adhéziós molekulákhoz is kötődhetnek. Kötődés után endocitózissal kerülnek a sejtbe, ahol a lizoszómában a fehérjebontó enzimek részlegesen megemésztik a burkát. Ezután egy még ismeretlen mechanizmus révén kikerülnek a citoplazmába, ahol a vírus saját enzimjei megkezdik a genom másolását. Az eredeti vírusgenomról csak a (-) szál szolgál templátként, melyről (+) szálak másolódnak. Ezek aztán mRNS-ként a fehérjetranszlációhoz és a későbbi genomreplikációhoz szolgálnak alapul. Az első vírusrészecskék a fertőzés után 6-7 órával kezdenek összeállni.
Mivel a vírusgenom több szegmensből (mondhatni kromoszómából) áll, ha egy sejtet több reovírus fertőz meg, lehetséges, hogy a genetikai tulajdonságok rekombinálódjanak, ami esetlegesen lehetővé teszi a szerológiai és epidemiológiai tulajdonságaik gyors változtatását.
Egyes reovírusok előszeretettel fertőznek meg és pusztítanak el tumorsejteket; ezt a tulajdonságukat a klinikai gyakorlatban is fel kívánják használni.

## Taxonómia

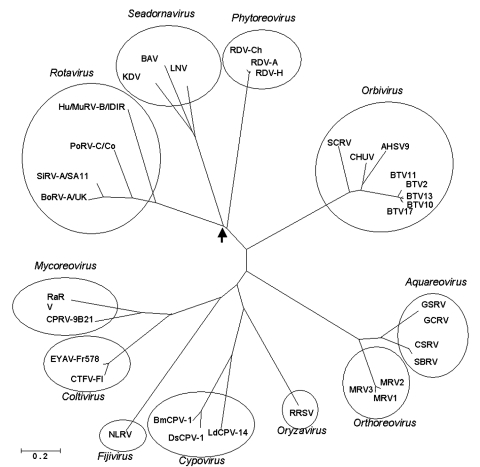
A reovírusok csoportosítása RNS-polimerázuk szekvenciája alapján

A Reoviridae családba 15 vírusnemzetség tartozik (legnagyobb ezek közül az Orbivirus a maga legalább 22 fajával és 130 fölötti szerotípusával), valamint 13 besorolatlan faj. A reovírusokat a felszínükön elhelyezkedő tüskék alapján két alcsaládba sorolják:
A tüskétlen Sedoreovirinae alcsaládba 6 genus tartozik (sedo latinul sima):  
- Cardoreovirus
- Mimoreovirus
- Orbivirus
- Phytoreovirus
- Rotavirus
- Seadornavirus

A tüskés felszínű Spinareovirinae alcsalád 9 genust tartalmaz (spino - tüske):
- Aquareovirus
- Coltivirus
- Cypovirus
- Dinovernavirus
- Fijivirus
- Idnoreovirus
- Mycoreovirus
- Orthoreovirus
- Oryzavirus

## Fordítás
- Ez a szócikk részben vagy egészben  a   Reoviridae című angol Wikipédia-szócikk ezen változatának fordításán alapul.  Az eredeti cikk szerkesztőit annak laptörténete sorolja fel. Ez a jelzés csupán a megfogalmazás eredetét és a szerzői jogokat jelzi, nem szolgál a cikkben szereplő információk forrásmegjelöléseként.